# Qalʿat Simʿan
Koordinaten: 36° 20′ 2″ N, 36° 50′ 39″ O

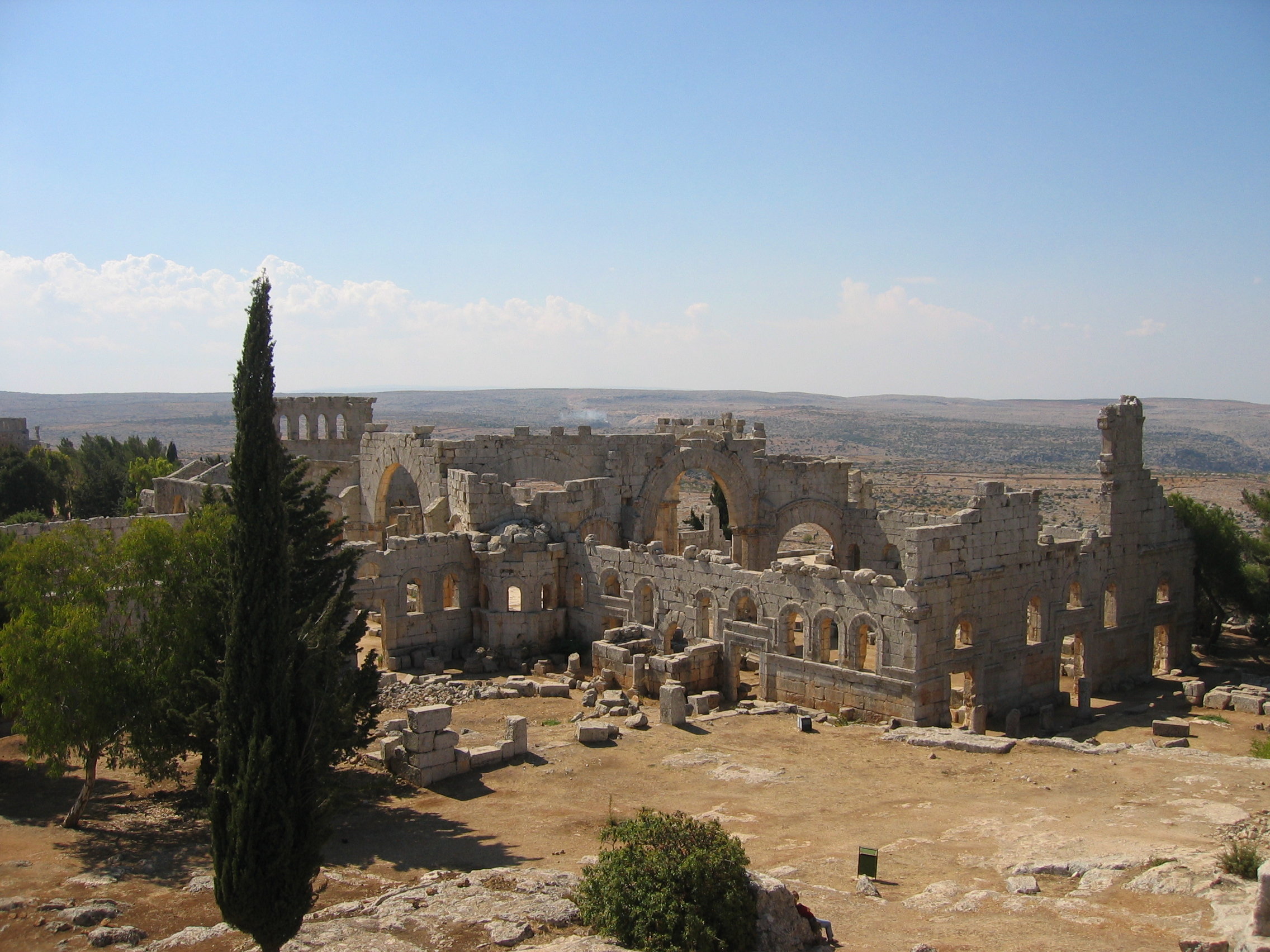
Blick auf Qal'at Sim'an

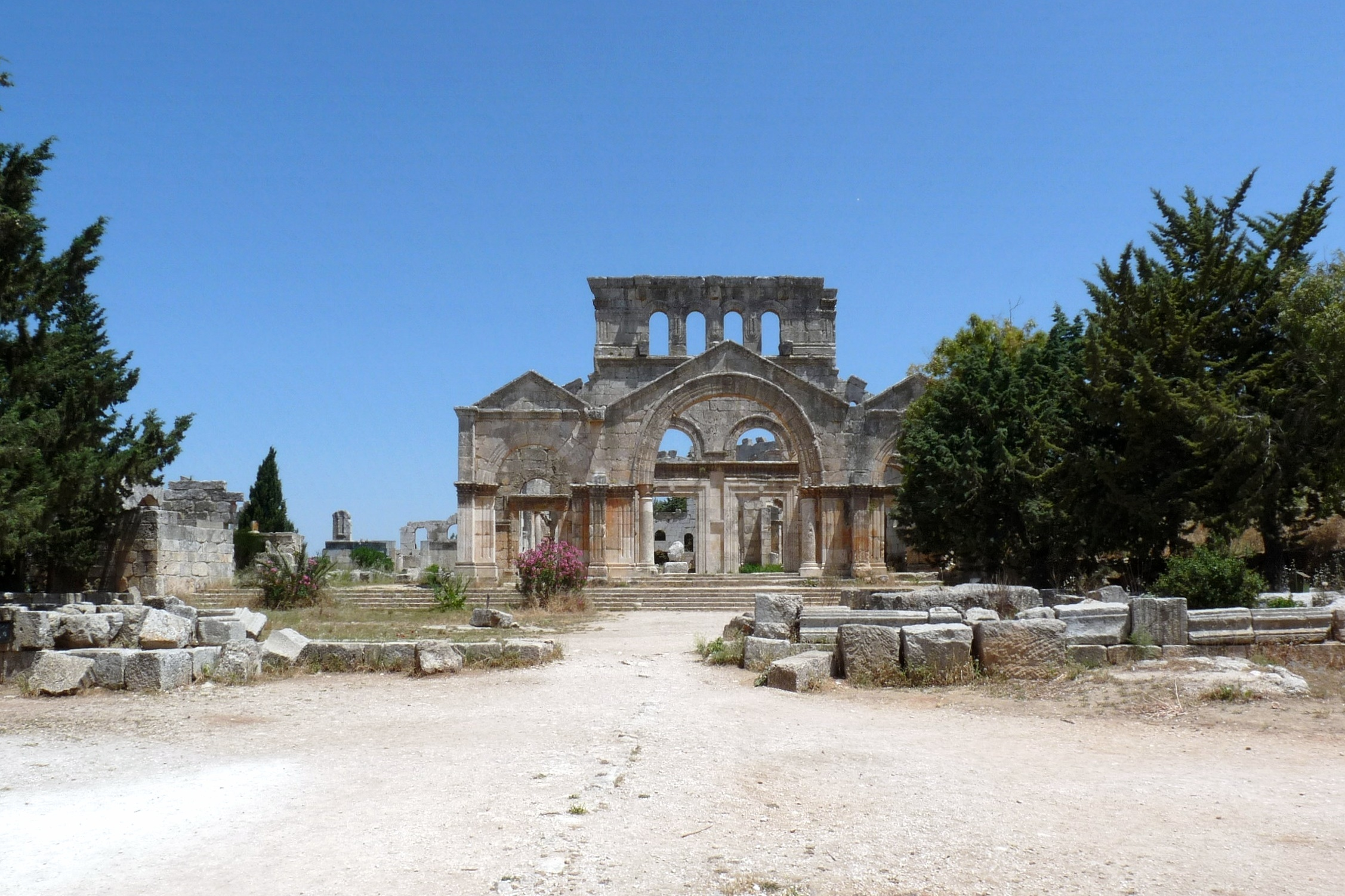
Blick auf Vorplatz und Südfassade der Ruine

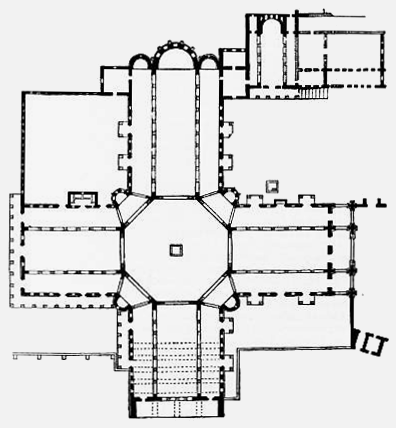
Grundriss der Kirche von Qal'at Sim'an

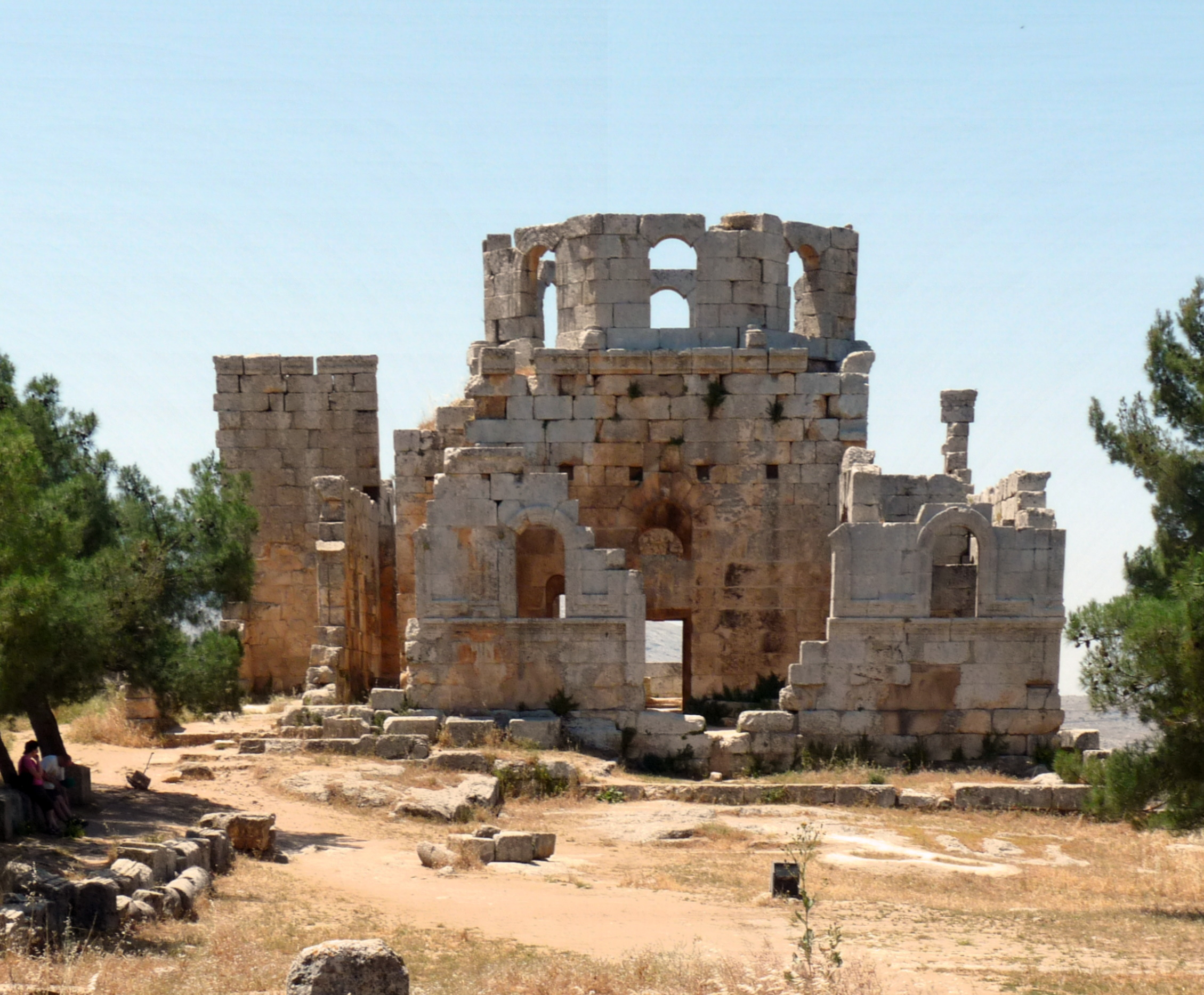
Ruine des Baptisteriums

Qalʿat Simʿan (arabisch قلعة سمعان, DMG Qalʿat Simʿān) war ein frühbyzantinisches Kloster und eine bedeutende Pilgerstätte im Gebiet der Toten Städte im Norden des heutigen Syrien. Es entstand an dem Ort, an dem Symeon Stylites, der erste christliche Säulenheilige, wirkte und 459 starb.
Unter Kaiser Zeno (reg. 474–491) wurden die Prozessionsstraßen (Heilige Wege) zwischen Antiochia und Deir Seman ausgebaut, der Pilgerstadt in der Ebene unterhalb des Hügels, auf dem sich das Wallfahrtszentrum und Kloster Qalʿat Simʿan befand. Die Ruine der Wallfahrtsstätte liegt etwa 35 Kilometer nordwestlich von Aleppo an der Straße nach Afrin.

## Wallfahrtszentrum und Kloster
Bereits zu Symeons Lebzeiten suchten viele Christen den berühmten Säulensteher auf, um von ihm Rat, Hilfe und seelsorglichen Beistand zu erhalten. Nach seinem Tod wurde der Ort der Wirksamkeit Symeons weiterhin aufgesucht. Wenige Jahre nach dem Tod Symeons begann mit kaiserlicher Unterstützung der Ausbau zu einem prächtigen Wallfahrtszentrum. Die Bauzeit lag zwischen 476 und 490. In nur 15 Jahren entstand eine gewaltige Kirchenanlage: Ausgehend von einem achteckigen Hauptraum, in dem die einst 18 Meter hohe Säule Symeons stand, erstreckt sich kreuzförmig in jede Himmelsrichtung eine dreischiffige Basilika. In der Ostbasilika (im Gegensatz zu den anderen mit drei Apsiden versehen) wurden die sakralen Feiern begangen.
Das Wallfahrtszentrum wurde von Süden her betreten. Durch einen säulengeschmückten Torbogen am Fuße des Bergrückens zog sich der Weg am achteckigen Baptisterium (Taufkapelle) und an den Pilgerherbergen vorbei zum Südportal der Hauptkirche. Der Baukomplex hatte von Osten nach Westen eine Länge von 100 Metern und von Norden nach Süden von 88 Metern. Die vier Flügel hatten jeweils eine Breite von 24 Metern. Das um die Säule gebaute Oktogon hatte einen Durchmesser von 28 Metern. Die Gesamtfläche der Kirche betrug 4800 Quadratmeter, diejenige des Komplexes 12.000 Quadratmeter. Bis zur Errichtung der Hagia Sophia im Jahre 537 in Konstantinopel war es der größte Sakralbau der christlichen Welt.
Vorbild für die Architektur und Bauornamentik war die um 470 fertiggestellte Weitarkadenbasilika von Qalb Loze. Die mit dem Simeonkloster zu einem Höhepunkt gelangte Stilentwicklung wurde an mehreren Kirchengebäuden in ähnlicher oder reduzierter Form übernommen. Der Einfluss reichte über die Basiliken von Deir Turmanin und Deir Seta bis zu den ornamentalen Spätformen an der Madrasa al-Hallabiya von Aleppo aus dem 12. Jahrhundert.
Im 10. Jahrhundert wurde die Anlage in eine Zitadelle umgewandelt, weshalb eine Mauer und 13 Verteidigungstürme hinzugebaut wurden. Aus diesem Grund nennt man die frühere Klosteranlage heute auch Qalʿat Simʿan: „Zitadelle des Symeon“.